# Daniel Kaufmann (futebolista)
Daniel Kaufmann (nascido em 22 de dezembro de 1990) é um jogador de futebol de Liechtenstein que atualmente joga pelo FC Balzers.

## Carreira
Kaufmann ingressou no FC Balzers em 2008 e no USV Eschen/Mauren em 2010.

## Carreira internacional
Ele foi membro do time nacional de futebol sub-21 de Liechtenstein e participou de dez jogos pela seleção. Kaufmann recebeu sua primeira convocação para a equipe no amistoso contra a Estônia em 17 de novembro de 2010.

## Honras

### Clube
FC Vaduz
- Swiss Challenge League (1): 2013–14
- Taça do Liechtenstein (4): 2012–13, 2013–14, 2014–15, 2015–16

USV Eschen/Mauren
- Taça do Liechtenstein (1): 2011–12